# Сидарвилл (Арканзас)
Сидарвилл (англ. Cedarville, Arkansas) — город, расположенный в округе Крофорд (штат Арканзас, США) с населением в 1133 человека по статистическим данным переписи 2000 года.

## География
По данным Бюро переписи населения США город Сидарвилл имеет общую площадь в 22,79 квадратных километров, водных ресурсов в черте населённого пункта не имеется.
Сидарвилл расположен на высоте 239 метров над уровнем моря.

## Демография
По данным переписи населения 2000 года в Сидарвилле проживало 1133 человека, 328 семей, насчитывалось 406 домашних хозяйств и 442 жилых дома. Средняя плотность населения составляла около 49,9 человека на один квадратный километр. Расовый состав Сидарвилл по данным переписи распределился следующим образом: 94,53 % белых, 0,18 % — чёрных или афроамериканцев, 2,74 % — коренных американцев, 0,26 % — азиатов, 2,12 % — представителей смешанных рас, 0,18 % — других народностей. Испаноговорящие составили 0,97 % от всех жителей города.
Из 406 домашних хозяйств в 39,9 % — воспитывали детей в возрасте до 18 лет, 68,0 % представляли собой совместно проживающие супружеские пары, в 9,6 % семей женщины проживали без мужей, 19,0 % не имели семей. 15,8 % от общего числа семей на момент переписи жили самостоятельно, при этом 5,9 % составили одинокие пожилые люди в возрасте 65 лет и старше. Средний размер домашнего хозяйства составил 2,79 человек, а средний размер семьи — 3,10 человек.
Население города по возрастному диапазону по данным переписи 2000 года распределилось следующим образом: 29,3 % — жители младше 18 лет, 7,9 % — между 18 и 24 годами, 32,1 % — от 25 до 44 лет, 22,6 % — от 45 до 64 лет и 8,1 % — в возрасте 65 лет и старше. Средний возраст жителей составил 33 года. На каждые 100 женщин в Сидарвилл приходилось 105,6 мужчин, при этом на каждые сто женщин 18 лет и старше приходилось 99,3 мужчин также старше 18 лет.
Средний доход на одно домашнее хозяйство в городе составил 30 952 доллара США, а средний доход на одну семью — 33 409 долларов. При этом мужчины имели средний доход в 30 385 долларов США в год против 16 538 долларов среднегодового дохода у женщин. Доход на душу населения в городе составил 14 346 долларов в год. 10,7 % от всего числа семей в округе и 15,8 % от всей численности населения находилось на момент переписи населения за чертой бедности, при этом 19,9 % из них были моложе 18 лет и 19,4 % — в возрасте 65 лет и старше.